# 美方郡

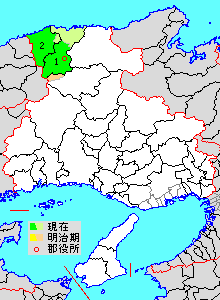
兵庫県美方郡の位置（1.香美町 2.新温泉町 薄黄：後に他郡に編入された区域 薄緑：後に他郡から編入した区域）

美方郡（みかたぐん）は、兵庫県の郡。
人口26,419人、面積609.78km²、人口密度43.3人/km²。（2025年2月1日、推計人口）
以下の2町を含む。
- 香美町（かみちょう）
- 新温泉町（しんおんせんちょう）

## 郡域
1896年（明治29年）に行政区画として発足した当時の郡域は、下記の区域にあたる。
- 養父市の一部（葛畑・別宮・小路頃・川原場・外野・草出・梨ケ原・丹戸・奈良尾・福定・大久保）
- 新温泉町の大部分（久斗山を除く）
- 香美町の一部（村岡区各町・小代区各町）

## 歴史
- 明治29年（1896年）

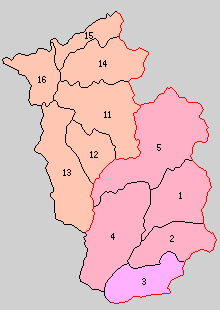
1.村岡町 2.兎塚村 3.熊次村 4.小代村 5.射添村 11.温泉村 12.照来村 13.八田村 14.大庭村 15.浜坂町 16.西浜村（桃：養父市 赤：香美町 橙：新温泉町）

  - 4月1日 - 郡制の施行のため、七美郡・二方郡の区域をもって美方郡が発足。以下の町村が所属。（2町9村）
    - 旧・七美郡（1町4村） - 村岡町、兎塚村（現・香美町）、熊次村（現・養父市）、小代村、射添村（現・香美町）
    - 旧・二方郡（1町5村） - 温泉村、照来村、八田村、大庭村、浜坂町、西浜村（現・新温泉町）
    - 熊次村の一部（大野）が兎塚村に編入。

  - 7月1日 - 郡制を施行。郡役所が村岡町に設置。
- 大正元年（1912年）10月1日 - 大庭村が城崎郡長井村の一部（久斗山村）を編入。
- 大正12年（1923年）4月1日 - 郡会が廃止。郡役所は存続。
- 大正15年（1926年）7月1日 - 郡役所が廃止。以降は地域区分名称となる。
- 昭和2年（1927年）4月15日 - 温泉村が町制施行して温泉町となる。（3町8村）
- 昭和29年（1954年）10月1日（3町4村）
  - 大庭村・浜坂町・西浜村が合併し、改めて浜坂町が発足。
  - 温泉町・照来村・八田村が合併し、改めて温泉町が発足。
- 昭和30年（1955年）4月1日（4町1村）
  - 村岡町・兎塚村が合併し、改めて村岡町が発足。
  - 小代村・射添村が合併して美方町が発足。
- 昭和31年（1956年）8月1日 - 熊次村が養父郡関宮村と合併して養父郡関宮町が発足。（4町）
- 昭和36年（1961年）4月1日 - 美方町の一部[1]が村岡町に編入。
- 平成17年（2005年）
  - 4月1日 - 村岡町・美方町が城崎郡香住町と合併して香美町が発足。（3町）
  - 10月1日 - 浜坂町・温泉町が合併して新温泉町が発足。（2町）

### 変遷表
| 明治以前      | 明治初年 - 明治22年 | 明治22年 4月1日 町村制施行 | 明治22年 4月1日 町村制施行 | 明治22年 - 明治29年          | 明治29年 4月1日 美方郡発足 | 明治29年 - 昭和20年          | 昭和21年 - 昭和30年    | 昭和31年 - 昭和64年         | 平成元年 - 現在          | 現在     |
| ------------- | ------------------- | -------------------------- | -------------------------- | ---------------------------- | -------------------------- | ---------------------------- | ---------------------- | --------------------------- | ------------------------ | -------- |
| 湯村          | 湯村                | 二 方 郡                   | 温泉村                     | 温泉村                       | 温泉村                     | 昭和2年4月15日 町制 温泉町   | 昭和29年10月1日 温泉町 | 温泉町                      | 平成17年10月1日 新温泉町 | 新温泉町 |
| 細田村        | 細田村              | 二 方 郡                   | 温泉村                     | 温泉村                       | 温泉村                     | 昭和2年4月15日 町制 温泉町   | 昭和29年10月1日 温泉町 | 温泉町                      | 平成17年10月1日 新温泉町 | 新温泉町 |
| 歌長村        | 歌長村              | 二 方 郡                   | 温泉村                     | 温泉村                       | 温泉村                     | 昭和2年4月15日 町制 温泉町   | 昭和29年10月1日 温泉町 | 温泉町                      | 平成17年10月1日 新温泉町 | 新温泉町 |
| 春来村        | 春来村              | 二 方 郡                   | 温泉村                     | 温泉村                       | 温泉村                     | 昭和2年4月15日 町制 温泉町   | 昭和29年10月1日 温泉町 | 温泉町                      | 平成17年10月1日 新温泉町 | 新温泉町 |
| 竹田村        | 竹田村              | 二 方 郡                   | 温泉村                     | 温泉村                       | 温泉村                     | 昭和2年4月15日 町制 温泉町   | 昭和29年10月1日 温泉町 | 温泉町                      | 平成17年10月1日 新温泉町 | 新温泉町 |
| 井土村        | 井土村              | 二 方 郡                   | 温泉村                     | 温泉村                       | 温泉村                     | 昭和2年4月15日 町制 温泉町   | 昭和29年10月1日 温泉町 | 温泉町                      | 平成17年10月1日 新温泉町 | 新温泉町 |
| 檜尾村        | 檜尾村              | 二 方 郡                   | 温泉村                     | 温泉村                       | 温泉村                     | 昭和2年4月15日 町制 温泉町   | 昭和29年10月1日 温泉町 | 温泉町                      | 平成17年10月1日 新温泉町 | 新温泉町 |
| 伊角村        | 伊角村              | 二 方 郡                   | 温泉村                     | 温泉村                       | 温泉村                     | 昭和2年4月15日 町制 温泉町   | 昭和29年10月1日 温泉町 | 温泉町                      | 平成17年10月1日 新温泉町 | 新温泉町 |
| 熊谷村        | 熊谷村              | 二 方 郡                   | 温泉村                     | 温泉村                       | 温泉村                     | 昭和2年4月15日 町制 温泉町   | 昭和29年10月1日 温泉町 | 温泉町                      | 平成17年10月1日 新温泉町 | 新温泉町 |
| 今岡村        | 今岡村              | 二 方 郡                   | 温泉村                     | 温泉村                       | 温泉村                     | 昭和2年4月15日 町制 温泉町   | 昭和29年10月1日 温泉町 | 温泉町                      | 平成17年10月1日 新温泉町 | 新温泉町 |
| 金屋村        | 金屋村              | 二 方 郡                   | 温泉村                     | 温泉村                       | 温泉村                     | 昭和2年4月15日 町制 温泉町   | 昭和29年10月1日 温泉町 | 温泉町                      | 平成17年10月1日 新温泉町 | 新温泉町 |
| 千谷村        | 千谷村              | 二 方 郡                   | 八田村                     | 八田村                       | 八田村                     | 八田村                       | 昭和29年10月1日 温泉町 | 温泉町                      | 平成17年10月1日 新温泉町 | 新温泉町 |
| 岸田村        | 岸田村              | 二 方 郡                   | 八田村                     | 八田村                       | 八田村                     | 八田村                       | 昭和29年10月1日 温泉町 | 温泉町                      | 平成17年10月1日 新温泉町 | 新温泉町 |
| 石橋村        | 石橋村              | 二 方 郡                   | 八田村                     | 八田村                       | 八田村                     | 八田村                       | 昭和29年10月1日 温泉町 | 温泉町                      | 平成17年10月1日 新温泉町 | 新温泉町 |
| 前村          | 前村                | 二 方 郡                   | 八田村                     | 八田村                       | 八田村                     | 八田村                       | 昭和29年10月1日 温泉町 | 温泉町                      | 平成17年10月1日 新温泉町 | 新温泉町 |
| 海上村        | 海上村              | 二 方 郡                   | 八田村                     | 八田村                       | 八田村                     | 八田村                       | 昭和29年10月1日 温泉町 | 温泉町                      | 平成17年10月1日 新温泉町 | 新温泉町 |
| 越坂村        | 越坂村              | 二 方 郡                   | 八田村                     | 八田村                       | 八田村                     | 八田村                       | 昭和29年10月1日 温泉町 | 温泉町                      | 平成17年10月1日 新温泉町 | 新温泉町 |
| 内山村        | 内山村              | 二 方 郡                   | 八田村                     | 八田村                       | 八田村                     | 八田村                       | 昭和29年10月1日 温泉町 | 温泉町                      | 平成17年10月1日 新温泉町 | 新温泉町 |
| 宮脇村        | 宮脇村              | 二 方 郡                   | 八田村                     | 八田村                       | 八田村                     | 八田村                       | 昭和29年10月1日 温泉町 | 温泉町                      | 平成17年10月1日 新温泉町 | 新温泉町 |
| 鐘尾村        | 鐘尾村              | 二 方 郡                   | 八田村                     | 八田村                       | 八田村                     | 八田村                       | 昭和29年10月1日 温泉町 | 温泉町                      | 平成17年10月1日 新温泉町 | 新温泉町 |
| 千原村        | 千原村              | 二 方 郡                   | 八田村                     | 八田村                       | 八田村                     | 八田村                       | 昭和29年10月1日 温泉町 | 温泉町                      | 平成17年10月1日 新温泉町 | 新温泉町 |
| 桐岡村        | 桐岡村              | 二 方 郡                   | 照来村                     | 照来村                       | 照来村                     | 照来村                       | 昭和29年10月1日 温泉町 | 温泉町                      | 平成17年10月1日 新温泉町 | 新温泉町 |
| 丹土村        | 丹土村              | 二 方 郡                   | 照来村                     | 照来村                       | 照来村                     | 照来村                       | 昭和29年10月1日 温泉町 | 温泉町                      | 平成17年10月1日 新温泉町 | 新温泉町 |
| 多子村        | 多子村              | 二 方 郡                   | 照来村                     | 照来村                       | 照来村                     | 照来村                       | 昭和29年10月1日 温泉町 | 温泉町                      | 平成17年10月1日 新温泉町 | 新温泉町 |
| 切畑村        | 切畑村              | 二 方 郡                   | 照来村                     | 照来村                       | 照来村                     | 照来村                       | 昭和29年10月1日 温泉町 | 温泉町                      | 平成17年10月1日 新温泉町 | 新温泉町 |
| 中辻村        | 中辻村              | 二 方 郡                   | 照来村                     | 照来村                       | 照来村                     | 照来村                       | 昭和29年10月1日 温泉町 | 温泉町                      | 平成17年10月1日 新温泉町 | 新温泉町 |
| 塩山村        | 塩山村              | 二 方 郡                   | 照来村                     | 照来村                       | 照来村                     | 照来村                       | 昭和29年10月1日 温泉町 | 温泉町                      | 平成17年10月1日 新温泉町 | 新温泉町 |
| 飯野村        | 飯野村              | 二 方 郡                   | 照来村                     | 照来村                       | 照来村                     | 照来村                       | 昭和29年10月1日 温泉町 | 温泉町                      | 平成17年10月1日 新温泉町 | 新温泉町 |
| 浜坂村        | 浜坂村              | 二 方 郡                   | 東浜村                     | 明治24年12月10日 町制 浜坂町 | 浜坂町                     | 浜坂町                       | 昭和29年10月1日 浜坂町 | 浜坂町                      | 平成17年10月1日 新温泉町 | 新温泉町 |
| 芦屋村        | 芦屋村              | 二 方 郡                   | 東浜村                     | 明治24年12月10日 町制 浜坂町 | 浜坂町                     | 浜坂町                       | 昭和29年10月1日 浜坂町 | 浜坂町                      | 平成17年10月1日 新温泉町 | 新温泉町 |
| 清富村        | 清富村              | 二 方 郡                   | 東浜村                     | 明治24年12月10日 町制 浜坂町 | 浜坂町                     | 浜坂町                       | 昭和29年10月1日 浜坂町 | 浜坂町                      | 平成17年10月1日 新温泉町 | 新温泉町 |
| 田井村        | 田井村              | 二 方 郡                   | 東浜村                     | 明治24年12月10日 町制 浜坂町 | 浜坂町                     | 浜坂町                       | 昭和29年10月1日 浜坂町 | 浜坂町                      | 平成17年10月1日 新温泉町 | 新温泉町 |
| 指杭村        | 指杭村              | 二 方 郡                   | 東浜村                     | 明治24年12月10日 町制 浜坂町 | 浜坂町                     | 浜坂町                       | 昭和29年10月1日 浜坂町 | 浜坂町                      | 平成17年10月1日 新温泉町 | 新温泉町 |
| 赤崎村        | 赤崎村              | 二 方 郡                   | 東浜村                     | 明治24年12月10日 町制 浜坂町 | 浜坂町                     | 浜坂町                       | 昭和29年10月1日 浜坂町 | 浜坂町                      | 平成17年10月1日 新温泉町 | 新温泉町 |
| 和田村        | 和田村              | 二 方 郡                   | 東浜村                     | 明治24年12月10日 町制 浜坂町 | 浜坂町                     | 浜坂町                       | 昭和29年10月1日 浜坂町 | 浜坂町                      | 平成17年10月1日 新温泉町 | 新温泉町 |
| 諸寄村        | 諸寄村              | 二 方 郡                   | 西浜村                     | 西浜村                       | 西浜村                     | 西浜村                       | 昭和29年10月1日 浜坂町 | 浜坂町                      | 平成17年10月1日 新温泉町 | 新温泉町 |
| 釜屋村        | 釜屋村              | 二 方 郡                   | 西浜村                     | 西浜村                       | 西浜村                     | 西浜村                       | 昭和29年10月1日 浜坂町 | 浜坂町                      | 平成17年10月1日 新温泉町 | 新温泉町 |
| 居組村        | 居組村              | 二 方 郡                   | 西浜村                     | 西浜村                       | 西浜村                     | 西浜村                       | 昭和29年10月1日 浜坂町 | 浜坂町                      | 平成17年10月1日 新温泉町 | 新温泉町 |
| 用土村        | 用土村              | 二 方 郡                   | 大庭村                     | 大庭村                       | 大庭村                     | 大庭村                       | 昭和29年10月1日 浜坂町 | 浜坂町                      | 平成17年10月1日 新温泉町 | 新温泉町 |
| 古市村        | 古市村              | 二 方 郡                   | 大庭村                     | 大庭村                       | 大庭村                     | 大庭村                       | 昭和29年10月1日 浜坂町 | 浜坂町                      | 平成17年10月1日 新温泉町 | 新温泉町 |
| 新市村        | 新市村              | 二 方 郡                   | 大庭村                     | 大庭村                       | 大庭村                     | 大庭村                       | 昭和29年10月1日 浜坂町 | 浜坂町                      | 平成17年10月1日 新温泉町 | 新温泉町 |
| 七釜村        | 七釜村              | 二 方 郡                   | 大庭村                     | 大庭村                       | 大庭村                     | 大庭村                       | 昭和29年10月1日 浜坂町 | 浜坂町                      | 平成17年10月1日 新温泉町 | 新温泉町 |
| 栃谷村        | 栃谷村              | 二 方 郡                   | 大庭村                     | 大庭村                       | 大庭村                     | 大庭村                       | 昭和29年10月1日 浜坂町 | 浜坂町                      | 平成17年10月1日 新温泉町 | 新温泉町 |
| 三谷村        | 三谷村              | 二 方 郡                   | 大庭村                     | 大庭村                       | 大庭村                     | 大庭村                       | 昭和29年10月1日 浜坂町 | 浜坂町                      | 平成17年10月1日 新温泉町 | 新温泉町 |
| 戸田村        | 戸田村              | 二 方 郡                   | 大庭村                     | 大庭村                       | 大庭村                     | 大庭村                       | 昭和29年10月1日 浜坂町 | 浜坂町                      | 平成17年10月1日 新温泉町 | 新温泉町 |
| 二日市村      | 二日市村            | 二 方 郡                   | 大庭村                     | 大庭村                       | 大庭村                     | 大庭村                       | 昭和29年10月1日 浜坂町 | 浜坂町                      | 平成17年10月1日 新温泉町 | 新温泉町 |
| 福富村        | 福富村              | 二 方 郡                   | 大庭村                     | 大庭村                       | 大庭村                     | 大庭村                       | 昭和29年10月1日 浜坂町 | 浜坂町                      | 平成17年10月1日 新温泉町 | 新温泉町 |
| 対田村        | 対田村              | 二 方 郡                   | 大庭村                     | 大庭村                       | 大庭村                     | 大庭村                       | 昭和29年10月1日 浜坂町 | 浜坂町                      | 平成17年10月1日 新温泉町 | 新温泉町 |
| 久谷村        | 久谷村              | 二 方 郡                   | 大庭村                     | 大庭村                       | 大庭村                     | 大庭村                       | 昭和29年10月1日 浜坂町 | 浜坂町                      | 平成17年10月1日 新温泉町 | 新温泉町 |
| 高末村        | 高末村              | 二 方 郡                   | 大庭村                     | 大庭村                       | 大庭村                     | 大庭村                       | 昭和29年10月1日 浜坂町 | 浜坂町                      | 平成17年10月1日 新温泉町 | 新温泉町 |
| 正法庵村      | 正法庵村            | 二 方 郡                   | 大庭村                     | 大庭村                       | 大庭村                     | 大庭村                       | 昭和29年10月1日 浜坂町 | 浜坂町                      | 平成17年10月1日 新温泉町 | 新温泉町 |
| 辺地村        | 辺地村              | 二 方 郡                   | 大庭村                     | 大庭村                       | 大庭村                     | 大庭村                       | 昭和29年10月1日 浜坂町 | 浜坂町                      | 平成17年10月1日 新温泉町 | 新温泉町 |
| 境村          | 境村                | 二 方 郡                   | 大庭村                     | 大庭村                       | 大庭村                     | 大庭村                       | 昭和29年10月1日 浜坂町 | 浜坂町                      | 平成17年10月1日 新温泉町 | 新温泉町 |
| 久斗山村      | 久斗山村            | 美 含 郡                   | 長井村                     | 長井村                       | 城崎郡 長井村              | 大正元年10月1日 大庭村に編入 | 昭和29年10月1日 浜坂町 | 浜坂町                      | 平成17年10月1日 新温泉町 | 新温泉町 |
| 守柄村        | 守柄村              | 美 含 郡                   | 長井村                     | 長井村                       | 城崎郡 長井村              | 長井村                       | 昭和30年3月25日 香住町 | 香住町                      | 平成17年4月1日 香美町    | 香美町   |
| 加鹿野村      | 加鹿野村            | 美 含 郡                   | 長井村                     | 長井村                       | 城崎郡 長井村              | 長井村                       | 昭和30年3月25日 香住町 | 香住町                      | 平成17年4月1日 香美町    | 香美町   |
| 三谷村        | 三谷村              | 美 含 郡                   | 長井村                     | 長井村                       | 城崎郡 長井村              | 長井村                       | 昭和30年3月25日 香住町 | 香住町                      | 平成17年4月1日 香美町    | 香美町   |
| 大谷村        | 大谷村              | 美 含 郡                   | 長井村                     | 長井村                       | 城崎郡 長井村              | 長井村                       | 昭和30年3月25日 香住町 | 香住町                      | 平成17年4月1日 香美町    | 香美町   |
| 大野村        | 大野村              | 美 含 郡                   | 長井村                     | 長井村                       | 城崎郡 長井村              | 長井村                       | 昭和30年3月25日 香住町 | 香住町                      | 平成17年4月1日 香美町    | 香美町   |
| 小原村        | 小原村              | 美 含 郡                   | 長井村                     | 長井村                       | 城崎郡 長井村              | 長井村                       | 昭和30年3月25日 香住町 | 香住町                      | 平成17年4月1日 香美町    | 香美町   |
| 中野村        | 中野村              | 美 含 郡                   | 長井村                     | 長井村                       | 城崎郡 長井村              | 長井村                       | 昭和30年3月25日 香住町 | 香住町                      | 平成17年4月1日 香美町    | 香美町   |
| 藤村          | 藤村                | 美 含 郡                   | 長井村                     | 長井村                       | 城崎郡 長井村              | 長井村                       | 昭和30年3月25日 香住町 | 香住町                      | 平成17年4月1日 香美町    | 香美町   |
| 八原村        | 八原村              | 美 含 郡                   | 長井村                     | 長井村                       | 城崎郡 長井村              | 長井村                       | 昭和30年3月25日 香住町 | 香住町                      | 平成17年4月1日 香美町    | 香美町   |
| 境村          | 境村                | 美 含 郡                   | 香住村                     | 香住村                       | 城崎郡 香住村              | 大正14年10月1日 町制 香住町  | 昭和30年3月25日 香住町 | 香住町                      | 平成17年4月1日 香美町    | 香美町   |
| 一日市村      | 一日市村            | 美 含 郡                   | 香住村                     | 香住村                       | 城崎郡 香住村              | 大正14年10月1日 町制 香住町  | 昭和30年3月25日 香住町 | 香住町                      | 平成17年4月1日 香美町    | 香美町   |
| 若松村        | 若松村              | 美 含 郡                   | 香住村                     | 香住村                       | 城崎郡 香住村              | 大正14年10月1日 町制 香住町  | 昭和30年3月25日 香住町 | 香住町                      | 平成17年4月1日 香美町    | 香美町   |
| 香住村        | 香住村              | 美 含 郡                   | 香住村                     | 香住村                       | 城崎郡 香住村              | 大正14年10月1日 町制 香住町  | 昭和30年3月25日 香住町 | 香住町                      | 平成17年4月1日 香美町    | 香美町   |
| 七日市村      | 七日市村            | 美 含 郡                   | 香住村                     | 香住村                       | 城崎郡 香住村              | 大正14年10月1日 町制 香住町  | 昭和30年3月25日 香住町 | 香住町                      | 平成17年4月1日 香美町    | 香美町   |
| 森村          | 森村                | 美 含 郡                   | 香住村                     | 香住村                       | 城崎郡 香住村              | 大正14年10月1日 町制 香住町  | 昭和30年3月25日 香住町 | 香住町                      | 平成17年4月1日 香美町    | 香美町   |
| 間室村        | 間室村              | 美 含 郡                   | 香住村                     | 香住村                       | 城崎郡 香住村              | 大正14年10月1日 町制 香住町  | 昭和30年3月25日 香住町 | 香住町                      | 平成17年4月1日 香美町    | 香美町   |
| 油良村        | 油良村              | 美 含 郡                   | 香住村                     | 香住村                       | 城崎郡 香住村              | 大正14年10月1日 町制 香住町  | 昭和30年3月25日 香住町 | 香住町                      | 平成17年4月1日 香美町    | 香美町   |
| 矢田村        | 矢田村              | 美 含 郡                   | 香住村                     | 香住村                       | 城崎郡 香住村              | 大正14年10月1日 町制 香住町  | 昭和30年3月25日 香住町 | 香住町                      | 平成17年4月1日 香美町    | 香美町   |
| 下浜村        | 下浜村              | 美 含 郡                   | 香住村                     | 香住村                       | 城崎郡 香住村              | 大正14年10月1日 町制 香住町  | 昭和30年3月25日 香住町 | 香住町                      | 平成17年4月1日 香美町    | 香美町   |
| 九斗村        | 九斗村              | 美 含 郡                   | 奥佐津村                   | 奥佐津村                     | 城崎郡 奥佐津村            | 奥佐津村                     | 昭和30年3月25日 香住町 | 香住町                      | 平成17年4月1日 香美町    | 香美町   |
| 米地村        | 米地村              | 美 含 郡                   | 奥佐津村                   | 奥佐津村                     | 城崎郡 奥佐津村            | 奥佐津村                     | 昭和30年3月25日 香住町 | 香住町                      | 平成17年4月1日 香美町    | 香美町   |
| 丹生地村      | 丹生地村            | 美 含 郡                   | 奥佐津村                   | 奥佐津村                     | 城崎郡 奥佐津村            | 奥佐津村                     | 昭和30年3月25日 香住町 | 香住町                      | 平成17年4月1日 香美町    | 香美町   |
| 下岡村        | 下岡村              | 美 含 郡                   | 奥佐津村                   | 奥佐津村                     | 城崎郡 奥佐津村            | 奥佐津村                     | 昭和30年3月25日 香住町 | 香住町                      | 平成17年4月1日 香美町    | 香美町   |
| 上岡村        | 上岡村              | 美 含 郡                   | 奥佐津村                   | 奥佐津村                     | 城崎郡 奥佐津村            | 奥佐津村                     | 昭和30年3月25日 香住町 | 香住町                      | 平成17年4月1日 香美町    | 香美町   |
| 隼人村        | 隼人村              | 美 含 郡                   | 奥佐津村                   | 奥佐津村                     | 城崎郡 奥佐津村            | 奥佐津村                     | 昭和30年3月25日 香住町 | 香住町                      | 平成17年4月1日 香美町    | 香美町   |
| 畑村          | 畑村                | 美 含 郡                   | 奥佐津村                   | 奥佐津村                     | 城崎郡 奥佐津村            | 奥佐津村                     | 昭和30年3月25日 香住町 | 香住町                      | 平成17年4月1日 香美町    | 香美町   |
| 三川村        | 三川村              | 美 含 郡                   | 奥佐津村                   | 奥佐津村                     | 城崎郡 奥佐津村            | 奥佐津村                     | 昭和30年3月25日 香住町 | 香住町                      | 平成17年4月1日 香美町    | 香美町   |
| 土生村        | 土生村              | 美 含 郡                   | 奥佐津村                   | 奥佐津村                     | 城崎郡 奥佐津村            | 奥佐津村                     | 昭和30年3月25日 香住町 | 香住町                      | 平成17年4月1日 香美町    | 香美町   |
| 本見塚村      | 本見塚村            | 美 含 郡                   | 奥佐津村                   | 奥佐津村                     | 城崎郡 奥佐津村            | 奥佐津村                     | 昭和30年3月25日 香住町 | 香住町                      | 平成17年4月1日 香美町    | 香美町   |
| 奥安木村      | 明治15年 安木村     | 美 含 郡                   | 口佐津村                   | 口佐津村                     | 城崎郡 口佐津村            | 口佐津村                     | 昭和30年3月25日 香住町 | 香住町                      | 平成17年4月1日 香美町    | 香美町   |
| 浜安木村      | 明治15年 安木村     | 美 含 郡                   | 口佐津村                   | 口佐津村                     | 城崎郡 口佐津村            | 口佐津村                     | 昭和30年3月25日 香住町 | 香住町                      | 平成17年4月1日 香美町    | 香美町   |
| 訓谷村        | 訓谷村              | 美 含 郡                   | 口佐津村                   | 口佐津村                     | 城崎郡 口佐津村            | 口佐津村                     | 昭和30年3月25日 香住町 | 香住町                      | 平成17年4月1日 香美町    | 香美町   |
| 無南垣村      | 無南垣村            | 美 含 郡                   | 口佐津村                   | 口佐津村                     | 城崎郡 口佐津村            | 口佐津村                     | 昭和30年3月25日 香住町 | 香住町                      | 平成17年4月1日 香美町    | 香美町   |
| 浦上村        | 浦上村              | 美 含 郡                   | 口佐津村                   | 口佐津村                     | 城崎郡 口佐津村            | 口佐津村                     | 昭和30年3月25日 香住町 | 香住町                      | 平成17年4月1日 香美町    | 香美町   |
| 上村          | 上村                | 美 含 郡                   | 口佐津村                   | 口佐津村                     | 城崎郡 口佐津村            | 口佐津村                     | 昭和30年3月25日 香住町 | 香住町                      | 平成17年4月1日 香美町    | 香美町   |
| 沖浦村        | 沖浦村              | 美 含 郡                   | 口佐津村                   | 口佐津村                     | 城崎郡 口佐津村            | 口佐津村                     | 昭和30年3月25日 香住町 | 香住町                      | 平成17年4月1日 香美町    | 香美町   |
| 相谷村        | 相谷村              | 美 含 郡                   | 口佐津村                   | 口佐津村                     | 城崎郡 口佐津村            | 口佐津村                     | 昭和30年3月25日 香住町 | 香住町                      | 平成17年4月1日 香美町    | 香美町   |
| 余部村        | 余部村              | 美 含 郡                   | 余部村                     | 余部村                       | 城崎郡 余部村              | 余部村                       | 昭和30年3月25日 香住町 | 香住町                      | 平成17年4月1日 香美町    | 香美町   |
| 鎧村          | 鎧村                | 美 含 郡                   | 余部村                     | 余部村                       | 城崎郡 余部村              | 余部村                       | 昭和30年3月25日 香住町 | 香住町                      | 平成17年4月1日 香美町    | 香美町   |
| 野間谷村      | 野間谷村            | 七 美 郡                   | 小代村                     | 小代村                       | 小代村                     | 小代村                       | 昭和30年4月1日 美方町  | 美方町                      | 平成17年4月1日 香美町    | 香美町   |
| 実山村        | 実山村              | 七 美 郡                   | 小代村                     | 小代村                       | 小代村                     | 小代村                       | 昭和30年4月1日 美方町  | 美方町                      | 平成17年4月1日 香美町    | 香美町   |
| 平野村        | 平野村              | 七 美 郡                   | 小代村                     | 小代村                       | 小代村                     | 小代村                       | 昭和30年4月1日 美方町  | 美方町                      | 平成17年4月1日 香美町    | 香美町   |
| 茅野村        | 茅野村              | 七 美 郡                   | 小代村                     | 小代村                       | 小代村                     | 小代村                       | 昭和30年4月1日 美方町  | 美方町                      | 平成17年4月1日 香美町    | 香美町   |
| 新屋村        | 新屋村              | 七 美 郡                   | 小代村                     | 小代村                       | 小代村                     | 小代村                       | 昭和30年4月1日 美方町  | 美方町                      | 平成17年4月1日 香美町    | 香美町   |
| 秋岡村        | 秋岡村              | 七 美 郡                   | 小代村                     | 小代村                       | 小代村                     | 小代村                       | 昭和30年4月1日 美方町  | 美方町                      | 平成17年4月1日 香美町    | 香美町   |
| 東垣村        | 東垣村              | 七 美 郡                   | 小代村                     | 小代村                       | 小代村                     | 小代村                       | 昭和30年4月1日 美方町  | 美方町                      | 平成17年4月1日 香美町    | 香美町   |
| 佐坊村        | 佐坊村              | 七 美 郡                   | 小代村                     | 小代村                       | 小代村                     | 小代村                       | 昭和30年4月1日 美方町  | 美方町                      | 平成17年4月1日 香美町    | 香美町   |
| 鍛冶屋村      | 鍛冶屋村            | 七 美 郡                   | 小代村                     | 小代村                       | 小代村                     | 小代村                       | 昭和30年4月1日 美方町  | 美方町                      | 平成17年4月1日 香美町    | 香美町   |
| 貫田村        | 貫田村              | 七 美 郡                   | 小代村                     | 小代村                       | 小代村                     | 小代村                       | 昭和30年4月1日 美方町  | 美方町                      | 平成17年4月1日 香美町    | 香美町   |
| 忠宮村        | 忠宮村              | 七 美 郡                   | 小代村                     | 小代村                       | 小代村                     | 小代村                       | 昭和30年4月1日 美方町  | 美方町                      | 平成17年4月1日 香美町    | 香美町   |
| 大谷村        | 大谷村              | 七 美 郡                   | 小代村                     | 小代村                       | 小代村                     | 小代村                       | 昭和30年4月1日 美方町  | 美方町                      | 平成17年4月1日 香美町    | 香美町   |
| 久須部村      | 久須部村            | 七 美 郡                   | 小代村                     | 小代村                       | 小代村                     | 小代村                       | 昭和30年4月1日 美方町  | 美方町                      | 平成17年4月1日 香美町    | 香美町   |
| 城山村        | 城山村              | 七 美 郡                   | 小代村                     | 小代村                       | 小代村                     | 小代村                       | 昭和30年4月1日 美方町  | 美方町                      | 平成17年4月1日 香美町    | 香美町   |
| 神水村        | 神水村              | 七 美 郡                   | 小代村                     | 小代村                       | 小代村                     | 小代村                       | 昭和30年4月1日 美方町  | 美方町                      | 平成17年4月1日 香美町    | 香美町   |
| 水間村        | 水間村              | 七 美 郡                   | 小代村                     | 小代村                       | 小代村                     | 小代村                       | 昭和30年4月1日 美方町  | 美方町                      | 平成17年4月1日 香美町    | 香美町   |
| 神場村        | 神場村              | 七 美 郡                   | 小代村                     | 小代村                       | 小代村                     | 小代村                       | 昭和30年4月1日 美方町  | 美方町                      | 平成17年4月1日 香美町    | 香美町   |
| 広井村        | 広井村              | 七 美 郡                   | 小代村                     | 小代村                       | 小代村                     | 小代村                       | 昭和30年4月1日 美方町  | 美方町                      | 平成17年4月1日 香美町    | 香美町   |
| 長板村        | 長板村              | 七 美 郡                   | 射添村                     | 射添村                       | 射添村                     | 射添村                       | 昭和30年4月1日 美方町  | 昭和36年4月1日 村岡町に編入 | 平成17年4月1日 香美町    | 香美町   |
| 熊波村        | 熊波村              | 七 美 郡                   | 射添村                     | 射添村                       | 射添村                     | 射添村                       | 昭和30年4月1日 美方町  | 昭和36年4月1日 村岡町に編入 | 平成17年4月1日 香美町    | 香美町   |
| 和田村        | 和田村              | 七 美 郡                   | 射添村                     | 射添村                       | 射添村                     | 射添村                       | 昭和30年4月1日 美方町  | 昭和36年4月1日 村岡町に編入 | 平成17年4月1日 香美町    | 香美町   |
| 入江村        | 入江村              | 七 美 郡                   | 射添村                     | 射添村                       | 射添村                     | 射添村                       | 昭和30年4月1日 美方町  | 昭和36年4月1日 村岡町に編入 | 平成17年4月1日 香美町    | 香美町   |
| 川会村        | 川会村              | 七 美 郡                   | 射添村                     | 射添村                       | 射添村                     | 射添村                       | 昭和30年4月1日 美方町  | 昭和36年4月1日 村岡町に編入 | 平成17年4月1日 香美町    | 香美町   |
| 丸味村        | 丸味村              | 七 美 郡                   | 射添村                     | 射添村                       | 射添村                     | 射添村                       | 昭和30年4月1日 美方町  | 昭和36年4月1日 村岡町に編入 | 平成17年4月1日 香美町    | 香美町   |
| 原村          | 原村                | 七 美 郡                   | 射添村                     | 射添村                       | 射添村                     | 射添村                       | 昭和30年4月1日 美方町  | 昭和36年4月1日 村岡町に編入 | 平成17年4月1日 香美町    | 香美町   |
| 長瀬村        | 長瀬村              | 七 美 郡                   | 射添村                     | 射添村                       | 射添村                     | 射添村                       | 昭和30年4月1日 美方町  | 昭和36年4月1日 村岡町に編入 | 平成17年4月1日 香美町    | 香美町   |
| 高津村        | 高津村              | 七 美 郡                   | 射添村                     | 射添村                       | 射添村                     | 射添村                       | 昭和30年4月1日 美方町  | 昭和36年4月1日 村岡町に編入 | 平成17年4月1日 香美町    | 香美町   |
| 長須村        | 長須村              | 七 美 郡                   | 射添村                     | 射添村                       | 射添村                     | 射添村                       | 昭和30年4月1日 美方町  | 昭和36年4月1日 村岡町に編入 | 平成17年4月1日 香美町    | 香美町   |
| 味取村        | 味取村              | 七 美 郡                   | 射添村                     | 射添村                       | 射添村                     | 射添村                       | 昭和30年4月1日 美方町  | 昭和36年4月1日 村岡町に編入 | 平成17年4月1日 香美町    | 香美町   |
| 山田村        | 山田村              | 七 美 郡                   | 射添村                     | 射添村                       | 射添村                     | 射添村                       | 昭和30年4月1日 美方町  | 昭和36年4月1日 村岡町に編入 | 平成17年4月1日 香美町    | 香美町   |
| 境村          | 境村                | 七 美 郡                   | 射添村                     | 射添村                       | 射添村                     | 射添村                       | 昭和30年4月1日 美方町  | 昭和36年4月1日 村岡町に編入 | 平成17年4月1日 香美町    | 香美町   |
| 二方郡 柤岡村 | 二方郡柤岡村        | 七 美 郡                   | 射添村                     | 射添村                       | 射添村                     | 射添村                       | 昭和30年4月1日 美方町  | 昭和36年4月1日 村岡町に編入 | 平成17年4月1日 香美町    | 香美町   |
| 村岡町        | 明治16年 村岡町     | 七 美 郡                   | 一二分村                   | 明治24年6月10日 町制 村岡町  | 村岡町                     | 村岡町                       | 昭和30年4月1日 村岡町  | 村岡町                      | 平成17年4月1日 香美町    | 香美町   |
| 福西村        | 明治16年 村岡町     | 七 美 郡                   | 一二分村                   | 明治24年6月10日 町制 村岡町  | 村岡町                     | 村岡町                       | 昭和30年4月1日 村岡町  | 村岡町                      | 平成17年4月1日 香美町    | 香美町   |
| 鹿田村        | 鹿田村              | 七 美 郡                   | 一二分村                   | 明治24年6月10日 町制 村岡町  | 村岡町                     | 村岡町                       | 昭和30年4月1日 村岡町  | 村岡町                      | 平成17年4月1日 香美町    | 香美町   |
| 用野村        | 用野村              | 七 美 郡                   | 一二分村                   | 明治24年6月10日 町制 村岡町  | 村岡町                     | 村岡町                       | 昭和30年4月1日 村岡町  | 村岡町                      | 平成17年4月1日 香美町    | 香美町   |
| 相田村        | 相田村              | 七 美 郡                   | 一二分村                   | 明治24年6月10日 町制 村岡町  | 村岡町                     | 村岡町                       | 昭和30年4月1日 村岡町  | 村岡町                      | 平成17年4月1日 香美町    | 香美町   |
| 神坂村        | 神坂村              | 七 美 郡                   | 一二分村                   | 明治24年6月10日 町制 村岡町  | 村岡町                     | 村岡町                       | 昭和30年4月1日 村岡町  | 村岡町                      | 平成17年4月1日 香美町    | 香美町   |
| 萩山村        | 萩山村              | 七 美 郡                   | 一二分村                   | 明治24年6月10日 町制 村岡町  | 村岡町                     | 村岡町                       | 昭和30年4月1日 村岡町  | 村岡町                      | 平成17年4月1日 香美町    | 香美町   |
| 板仕野村      | 板仕野村            | 七 美 郡                   | 一二分村                   | 明治24年6月10日 町制 村岡町  | 村岡町                     | 村岡町                       | 昭和30年4月1日 村岡町  | 村岡町                      | 平成17年4月1日 香美町    | 香美町   |
| 大糠村        | 大糠村              | 七 美 郡                   | 一二分村                   | 明治24年6月10日 町制 村岡町  | 村岡町                     | 村岡町                       | 昭和30年4月1日 村岡町  | 村岡町                      | 平成17年4月1日 香美町    | 香美町   |
| 高井村        | 高井村              | 七 美 郡                   | 一二分村                   | 明治24年6月10日 町制 村岡町  | 村岡町                     | 村岡町                       | 昭和30年4月1日 村岡町  | 村岡町                      | 平成17年4月1日 香美町    | 香美町   |
| 寺河内村      | 寺河内村            | 七 美 郡                   | 一二分村                   | 明治24年6月10日 町制 村岡町  | 村岡町                     | 村岡町                       | 昭和30年4月1日 村岡町  | 村岡町                      | 平成17年4月1日 香美町    | 香美町   |
| 耀山村        | 耀山村              | 七 美 郡                   | 一二分村                   | 明治24年6月10日 町制 村岡町  | 村岡町                     | 村岡町                       | 昭和30年4月1日 村岡町  | 村岡町                      | 平成17年4月1日 香美町    | 香美町   |
| 市原村        | 市原村              | 七 美 郡                   | 一二分村                   | 明治24年6月10日 町制 村岡町  | 村岡町                     | 村岡町                       | 昭和30年4月1日 村岡町  | 村岡町                      | 平成17年4月1日 香美町    | 香美町   |
| 作山村        | 作山村              | 七 美 郡                   | 兎塚村                     | 兎塚村                       | 兎塚村                     | 兎塚村                       | 昭和30年4月1日 村岡町  | 村岡町                      | 平成17年4月1日 香美町    | 香美町   |
| 日影村        | 日影村              | 七 美 郡                   | 兎塚村                     | 兎塚村                       | 兎塚村                     | 兎塚村                       | 昭和30年4月1日 村岡町  | 村岡町                      | 平成17年4月1日 香美町    | 香美町   |
| 宿村          | 宿村                | 七 美 郡                   | 兎塚村                     | 兎塚村                       | 兎塚村                     | 兎塚村                       | 昭和30年4月1日 村岡町  | 村岡町                      | 平成17年4月1日 香美町    | 香美町   |
| 黒田村        | 黒田村              | 七 美 郡                   | 兎塚村                     | 兎塚村                       | 兎塚村                     | 兎塚村                       | 昭和30年4月1日 村岡町  | 村岡町                      | 平成17年4月1日 香美町    | 香美町   |
| 福岡村        | 福岡村              | 七 美 郡                   | 兎塚村                     | 兎塚村                       | 兎塚村                     | 兎塚村                       | 昭和30年4月1日 村岡町  | 村岡町                      | 平成17年4月1日 香美町    | 香美町   |
| 八井谷村      | 八井谷村            | 七 美 郡                   | 兎塚村                     | 兎塚村                       | 兎塚村                     | 兎塚村                       | 昭和30年4月1日 村岡町  | 村岡町                      | 平成17年4月1日 香美町    | 香美町   |
| 森脇村        | 森脇村              | 七 美 郡                   | 兎塚村                     | 兎塚村                       | 兎塚村                     | 兎塚村                       | 昭和30年4月1日 村岡町  | 村岡町                      | 平成17年4月1日 香美町    | 香美町   |
| 和地村        | 和地村              | 七 美 郡                   | 兎塚村                     | 兎塚村                       | 兎塚村                     | 兎塚村                       | 昭和30年4月1日 村岡町  | 村岡町                      | 平成17年4月1日 香美町    | 香美町   |
| 池平村        | 池平村              | 七 美 郡                   | 兎塚村                     | 兎塚村                       | 兎塚村                     | 兎塚村                       | 昭和30年4月1日 村岡町  | 村岡町                      | 平成17年4月1日 香美町    | 香美町   |
| 高坂村        | 高坂村              | 七 美 郡                   | 兎塚村                     | 兎塚村                       | 兎塚村                     | 兎塚村                       | 昭和30年4月1日 村岡町  | 村岡町                      | 平成17年4月1日 香美町    | 香美町   |
| 口大谷村      | 口大谷村            | 七 美 郡                   | 兎塚村                     | 兎塚村                       | 兎塚村                     | 兎塚村                       | 昭和30年4月1日 村岡町  | 村岡町                      | 平成17年4月1日 香美町    | 香美町   |
| 中大谷村      | 中大谷村            | 七 美 郡                   | 兎塚村                     | 兎塚村                       | 兎塚村                     | 兎塚村                       | 昭和30年4月1日 村岡町  | 村岡町                      | 平成17年4月1日 香美町    | 香美町   |
| 大篠村        | 大篠村              | 七 美 郡                   | 兎塚村                     | 兎塚村                       | 兎塚村                     | 兎塚村                       | 昭和30年4月1日 村岡町  | 村岡町                      | 平成17年4月1日 香美町    | 香美町   |
| 大野村        | 大野村              | 七 美 郡                   | 熊次村                     | 熊次村                       | 兎塚村 に編入              | 兎塚村                       | 昭和30年4月1日 村岡町  | 村岡町                      | 平成17年4月1日 香美町    | 香美町   |
| 葛畑村        | 葛畑村              | 七 美 郡                   | 熊次村                     | 熊次村                       | 熊次村                     | 熊次村                       | 熊次村                 | 昭和31年8月1日 養父郡関宮町 | 平成16年4月1日 養父市    | 養父市   |
| 別宮村        | 別宮村              | 七 美 郡                   | 熊次村                     | 熊次村                       | 熊次村                     | 熊次村                       | 熊次村                 | 昭和31年8月1日 養父郡関宮町 | 平成16年4月1日 養父市    | 養父市   |
| 小路比村      | 小路比村            | 七 美 郡                   | 熊次村                     | 熊次村                       | 熊次村                     | 熊次村                       | 熊次村                 | 昭和31年8月1日 養父郡関宮町 | 平成16年4月1日 養父市    | 養父市   |
| 川原場村      | 川原場村            | 七 美 郡                   | 熊次村                     | 熊次村                       | 熊次村                     | 熊次村                       | 熊次村                 | 昭和31年8月1日 養父郡関宮町 | 平成16年4月1日 養父市    | 養父市   |
| 外野村        | 外野村              | 七 美 郡                   | 熊次村                     | 熊次村                       | 熊次村                     | 熊次村                       | 熊次村                 | 昭和31年8月1日 養父郡関宮町 | 平成16年4月1日 養父市    | 養父市   |
| 草出村        | 草出村              | 七 美 郡                   | 熊次村                     | 熊次村                       | 熊次村                     | 熊次村                       | 熊次村                 | 昭和31年8月1日 養父郡関宮町 | 平成16年4月1日 養父市    | 養父市   |
| 梨ヶ原村      | 梨ヶ原村            | 七 美 郡                   | 熊次村                     | 熊次村                       | 熊次村                     | 熊次村                       | 熊次村                 | 昭和31年8月1日 養父郡関宮町 | 平成16年4月1日 養父市    | 養父市   |
| 丹戸村        | 丹戸村              | 七 美 郡                   | 熊次村                     | 熊次村                       | 熊次村                     | 熊次村                       | 熊次村                 | 昭和31年8月1日 養父郡関宮町 | 平成16年4月1日 養父市    | 養父市   |
| 奈良尾村      | 奈良尾村            | 七 美 郡                   | 熊次村                     | 熊次村                       | 熊次村                     | 熊次村                       | 熊次村                 | 昭和31年8月1日 養父郡関宮町 | 平成16年4月1日 養父市    | 養父市   |
| 福定村        | 福定村              | 七 美 郡                   | 熊次村                     | 熊次村                       | 熊次村                     | 熊次村                       | 熊次村                 | 昭和31年8月1日 養父郡関宮町 | 平成16年4月1日 養父市    | 養父市   |
| 大久保村      | 大久保村            | 七 美 郡                   | 熊次村                     | 熊次村                       | 熊次村                     | 熊次村                       | 熊次村                 | 昭和31年8月1日 養父郡関宮町 | 平成16年4月1日 養父市    | 養父市   |